# Пятнистая короткохвостая муравьянка
Пятнистая короткохвостая муравьянка (лат. Hylophylax naevioides) — вид воробьиных птиц из семейства типичных муравьеловковых (Thamnophilidae). Обитает в Центральной и Южной Америке.

## Описание
Длина птицы составляет 11—11,5 см, вес 16—19,5 г. У самцов верхняя часть головы черновато-серая, темя и затылок имеют бурый оттенок. Спина рыжевато-коричневая, на спине имеется малозаметное белое пятно. Оперение птицы у хвоста тускло-оливково-коричневое. Горло чёрное, грудь и живот белые, на груди черные пятна. Бока и задняя часть туловища сероватые. Хвост чёрный, на конце бурый. Крылья черноватые, покровные перья крыльев и второстепенные маховые перья имеют рыжевато-коричневые кончики. У самок голова преимущественно оливково-коричневые, спина тускло-рыжая, на груди нечеткая серовато-охристая полоса, бока буровато-серые. Клюв чёрный, снизу серый, лапы сероватые.

## Подвиды
Выделяют два подвида:
- H. n. capnitis (Bangs, 1906) — от восточного Гондураса до западной Панамы;
- H. n. naevioides Lafresnaye, 1847 — от восточной Панамы до северной и западной Колумбии и западного Эквадора (к югу до Гуаяса и Чимборасо).

## Распространение и среда обитания
Пятнистые короткохвостые муравьянки обитают в Гондурасе, Никарагуа, Коста-Рике, Панаме, Колумбии и Эквадоре. Они населяют подлесок влажных равнинных тропических лесов. Встречаются в одиночку или парами, преимущественно на высоте до 900 м над уровнем моря. Питаются насекомыми и прочими беспозвоночными. Гнездо чашевидное, в кладке 2 белых яйца, покрытые темно-бордовыми пятнышками. Инкубационный период длится 18 дней.